# Ураган (мини-футбольный клуб)
«Ураган» — украинский мини-футбольный клуб из Ивано-Франковска. Основан в 2002 году. Играет в Высшей лиге чемпионата Украины по мини-футболу с 2004 года. Чемпион Украины сезона 2010/11.

## История
«Урагану» потребовалось два сезона, чтобы добиться победы в Первой лиге и получить путёвку в Высшую лигу. Команда из Ивано-Франковска дебютировала там в 2004 году. Уже в своём дебютном сезоне она показала достойный результат, заняв пятое место. Это достижение несколько лет оставалось лучшим в истории клуба до сезона 2009/10, по итогам которого «Ураган» занял четвёртое место. А лучшего результата ивано-франковцы добились в сезоне 2010/11, в блестящем стиле завоевав титул чемпиона страны. Большую роль в этом сыграли бразильские игроки сборной Азербайджана Сержао, с 28-ю забитыми мячами ставший лучшим бомбардиром чемпионата Украины, и Биро Жаде. В следующем сезоне «Ураган» финишировал третьим, пропустив вперед харьковский «Локомотив» и львовскую «Энергию».

## Достижения
- Чемпион Украины по мини-футболу: 2010/11
- Бронзовый призёр чемпионата Украины по мини-футболу: 2011/12
- Обладатель Суперкубка Украины по мини-футболу: 2011

## Известные игроки
- Биро Жаде
- Сержао
- Пётр Шотурма